# Prunet i Bellpuig
Prunet i Bellpuig ([pɾu'net'i'beʎ'putʃ], en francès Prunet-et-Belpuig) és una comuna del Rosselló de 53 habitants, formada pels pobles de Prunet (geogràficament del Rosselló) i de Bellpuig (geogràficament del Vallespir), a més del santuari de la Trinitat on es troba l'ajuntament. La població es troba disseminada en masos agrícoles.

## Etimologia
Topònim compost, cal considerar els seus dos elements a part. D'una banda, Prunet, que no apareix explícitament a l'Onomasticon Cataloniae de Joan Coromines, és un derivat del llatí prunus (gran esbarzer), en clara al·lusió a la vegetació abundant en aquest terme, com altres topònims catalans que comparteixen aquest ètim.
De l'altra, Bellpuig és un compost de l'arrel de l'adjectiu bell i del substantiu puig, del llatí podium (mateix significat). És un topònim romànic de caràcter descriptiu, referit al caràcter del turó on es dreçà el castell així anomenat.

## Geografia

### Localització i característiques generals del terme

Situació de la comuna de Prunet i Bellpuig en el Rosselló

El terme comunal de Prunet i Bellpuig, de 216.800 hectàrees d'extensió, és situat al centre de la subcomarca dels Aspres, en una zona de relleu muntanyós i trencat, cobert de boscs i de garrigues i històricament repartit entre el Rosselló i el Vallespir, tot i que es considera que el conjunt del terme comunal pertany al Rosselló. L'antic terme de Prunet és dins dels límits del Rosselló històric, mentre que el de la Trinitat de Bellpuig és vallespirenc, dins de la conca de la Ribera Ampla.
Al centre del territori, dalt d'un turó que justifica la segona part del topònim del terme comunal, es troben les restes del Castell de Bellpuig, antic centre de poder de la comuna. Aquest turó, amb la carena que el complementa, separa la vall rossellonesa del Bulès de la vallespirenca de la Ribera Ampla.
Termes municipals limítrofs:
|              |             | Queixàs  |
| Bula d'Amunt |             |          |
| La Bastida   | Sant Marçal | Calmella |

### El poble de Prunet
L'església de Sant Esteve de Prunet fa d'aglutinant del poble d'hàbitat dispers de Prunet, abans Prunedell o Prunedell de Baix, situat en el sector nord-est del terme, al nord i a prop del Coll d'en Fortó, en el vessant nord-oest del cim de Montner. Pertanyen a Prunet els masos de Can Clotes, o Can Caselles, Can Julià, o Mas Perilló, i hi havia hagut els masos de Can Paraire, Can Peirer, Can Toron, Can Ventura i el Cortal d'en Borruga, actualment tots ells convertits en noms antics, totalment en desús.

### El veïnat de la Trinitat
Aquest veïnat, antigament anomenat la Serra, amb la seva església de la Trinitat de Bellpuig, antigament de Sant Pere de la Serra, és en el vessant occidental del Montner, al peu del turó on es troba el Castell de Bellpuig, que queda a ponent de la Trinitat.

### El Serrat

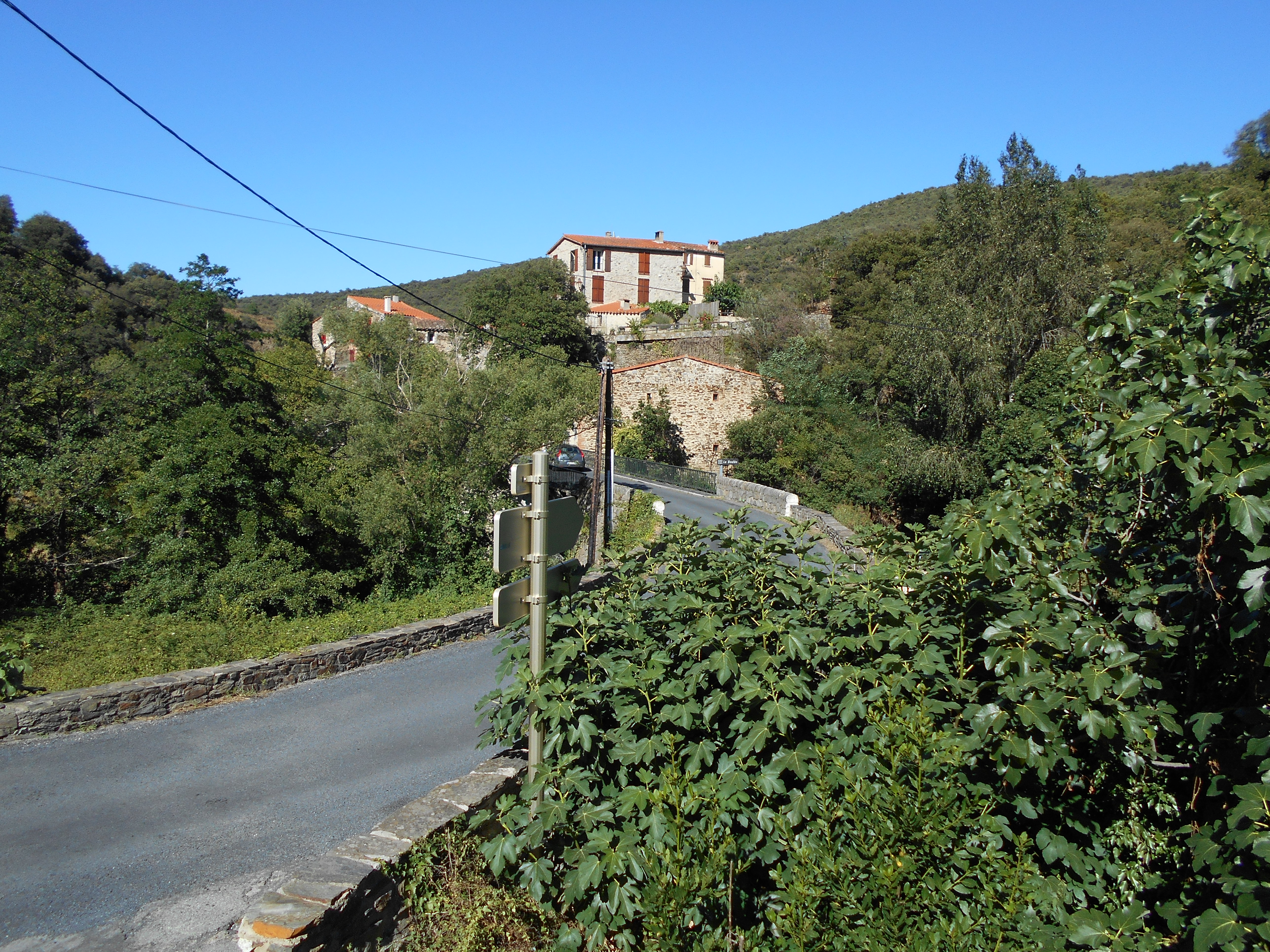
El veïnat del Serrat

Dins del terme de Prunet i Bellpuig, ve a ser un veïnat més de Bula d'Amunt. Està separat d'aquest poble pel pont de la carretera D - 618 damunt del Bulès.

### El Castell de Bellpuig
El Castell de Bellpuig està situat damunt i a ponent del veïnat de la Trinitat, molt a prop seu. Al castell hi ha també el Dolmen del Castell de Bellpuig.

### Vallela
Al nord de Prunet, molt a prop del límit amb Queixàs, es troba l'antic lloc de Vallela, del qual actualment només queda el Mas del Gleix. Aquest mas ha estat la base del Museu d'Arts i Tradicions Populars del Rosselló i la Cerdanya (Casa Pairal), de Perpinyà. El lloc ja era citat el 942 (Valle Gella), i encara es retroba el 1412 (Valesella). Després ja desapareix de la documentació.

### Els masos del terme
Encara que molts d'ells ja estan despoblats, els masos de Prunet i Bellpuig són Can Gros, Can -o Mas- Tort, Can Janito, abans Cortal d'en Manent, Can Jaumilla, abans Mas d'en Jaume, Can Manent, o Can Vernedes, Can Mató, o Mas d'en Mató, Can Peràngel, o Mas de Peràngel, Can Perilló (a Prunet), Can Polsera, o Can Marcenac, o Mas Sunyac, Can Sageta, Can Sant, abans Mas d'en Godall, Can -o Mas d'en- Xatard, el Cortal del Mas Cremat, el Cortal d'en Gleix, o d'en Grando, les Fargues, Mas Celles, Mas Cremat, Mas de l'Aiguader, Mas del Gavatx, el Mas del Gleix, el Mas de l'Isidre, el Mas de l'Oriol, el Mas del Soldat, abans d'en Costa, el Mas d'en Camps, el Mas d'en Fortó, o Can Fortó, el Mas d'en Valls, el Mas de Rocacorba, el Mas Pillat, el Mas Soquet, el Mas Timoner, el Molí de l'Aiguader, el Molí d'en Domenge, o d'en Paraire (actualment ja no fan de molins). Hi ha alguns noms antics, desapareguts de l'ús comú, com el Cortal de l'Aucell, el Cortal d'en Lladeres, o del Timoner, el Cortal d'en Julià i el Cortal d'en Manent. En ruïnes hi ha el vell Can Xatard, el Mas del Bosc i el Mas del Gasell. Són també construccions aïllades les capelles del Mont Helena, al límit amb Queixàs, i de Sant Marc. La Mare de Déu del Coll, on hi havia hagut el poble de Prunedell de Dalt, és en terme de Calmella. També cal esmentar el Pont d'en Xandre, a cavall amb el terme de Bula d'Amunt.

### Els cursos d'aigua
Tot el límit occidental del terme està definit pel Bulès, riu que recull quasi totes les aigües rosselloneses del terme de Prunet i Bellpuig, encara que es tracti només de les que hi aflueixen pel costat dret, de llevant. En canvi, les considerades vallespirenques es vertebren a l'entorn de la Ribera Ampla, al sector sud-oriental del terme comunal.
Són afluents del Bulès els còrrecs següents: del Mas Soquet, de Cal Tort, del Bac, de Peràngel, del Prat, el Riu d'Aigua, que duu el Còrrec del Serrat, el Còrrec del Puig, el de la Font del Salze, el del Clot de la Font, abans de les Comunilles, el dels Fillols, el de la Millera, el dels Clapers, el Còrrec de la Coma (juntament amb el Boletó, el més important), que recull els còrrecs del Pasquer, abans dels Pasquers, el de Versalles, el del Camp de l'Obra, el de la Sesta, dos còrrecs sense apel·latiu, el del Coll del Fang, el del Salvier, el de la Vinya d'en Ventura, el d'en Jaumilla, el de la Torre, el de Can Cella, el de la Galla, el de la Vinya d'en Polsera, el del Bosc Llarg, el de l'Alzina, el dels Camps, abans del Campàs, i el del Bosc. Més al nord hi ha el del Clot del Rei i el de la Dona Morta. Encara més al nord hi ha el Boletó, que duu l'aigua dels còrrecs de Puig d'en Banot, de la Sesta, de Serrallonga, de Cal Gros, de l'Ermita, del Gazell, de les Vinyes, d'en Pere Miquel, del Camp de la Vinya, de la Font, del Camp dels Oms, de la Pasterassa, del Camp del Solà, de la Font del Cirer, de l'Alzinada, del Bosc de Sant Joan, de l'Hort, del Pla Valleta, de Vallelles, de la Font del Valleta, de les Bagues, de la Proxesa i de les Canaletes.
La Ribera Ampla recull les aportacions dels còrrecs de l'Oriol, de la Sesta (un altre), de les Forrosseres, de les Planes, abans de la Vinya, de la Formentera, del Bosc Mas, dels Bacs, del Glevasser, de la Font del Mas Cremat, dels Bolcadors, de la Borbolla, o de la Vall, de la Font (un altre), la Ribera del Mas del Comte, o del Comte i el Còrrec de la Jaceta.
El Còrrec del Bosc Negre i el de la Costa del Cabrit se'n van cap al terme de Calmella, a llevant del terme de Prunet i Bellpuig.
Les fonts més rellevants del terme són la Font de Bellpuig, la del Mas Cremat, la del Mas del Gleix i la Font Teulera.

### El relleu
Les formes de relleu del terme de Prunet i Bellpuig tenen lloc evident entre els topònims del terme comunal. Així, hi trobem bacs, com el Bac, el Bac del Cirer, el Bac de l'Ós, el Bac dels Conills, el Bac d'en Noell, el Bac d'en Perdiguella, els Bacs i les Bagues; Clots: el Clot d'en Comes, els Clotets i els Clots; collades: Coll del Fang, Collada de l'Home, Coll de l'Orri, Coll del Poll, Coll del Ram, Coll d'en Fortó, abans Coll de la Porta, Coll de Prunet de Baix, Coll de Sulls, abans Coll de o del Sull, i Coll d'en Xatard; muntanyes: Mont Helena, Montner, el Puig d'en Valls, abans Puig d'en Benot, Puig Roig i el Timoner; planes: Pla de la Sesta, Pla del Mener, Planal del Mont Helena, les Planes i Pla Valleta; serres i serrats: la Serra, Serra de Can Perilló, Serra de Sant Pere (nom antic), Serrat del Coll del Sull, Serrat de les Celles, Serrat de l'Església (dos de diferents), Serrat del Frares, Serrat d'en Borruga, Serrat de Pedres Blanques i Serrat de Plana Valleta, i solanes: Solà de l'Èxtasi i Solà del Vinyot.

### El terme comunal
Els indrets específics i les partides rurals del terme de Prunet i Bellpuig són Bellpuig, els Bolcadors, Borbolla, Bosc Mal, la Brossera, Ca l'Aiguader, el Calciner, o la Calcina, Cal Gavatx, Cal Gros, Cal Tort, el Campàs, el Camp de la Vinya, el Camp de l'Obra, el Camp del Perer, el Camp Nou, els Camps de la Vinya, el Canabal d'en Camps, Can Celles, Can Fortó, Can Jaumilla, abans Can Jaume del Mas, Can Perilló, Can Polsera, Can Sant, abans Mas d'en Godall, Can Verneda, Can Xatard, les Cases, el Castell, la Collada de l'Home, el Coll de Bula, el Coll del Fang, el Coll del Poll, el Collet, el Colomer, Cortal d'Amunt, Cortal d'en Fortó, la Dona Morta, els Forrosseres, el Garroller, la Jaça, abans la Jaceta, la Jaça dels Vents, la Jaceta, la Llosera, el Mas Cremat, el Mas del Bosc, el Mas del Glasell, el Mas del Gleix, el Mas de l'Isidre, el Mas de l'Oriol, el Mas del Soldat, el Mas d'en Valls, el Mas d'en Xatard, el Mas de Peràngel, el Mas Soquet, el Mallol Perdut, Mont Helena, la Pasterassa, el Prat d'en Cesta, el Puig Roig, el Rec del Teixidor, els Rocatius, Rocacorba, Roca Encantada, el Roquet, la Roqueta, Segalars, la Sesta, la Sesta del Ferrer, Vallelles, Versalles, la Vinya del Valenciano, la Vinya Rodona i la Vinya de la Santa. Noms antics, ja en desús, són Agrèvol, Castanyers, Castellar, Croses, Lloba, Otracam, Pomereda i el Vilar. La Creu d'en Farrall, la Creu d'en Pigall, tres pilons sense nom, el Piló de la Creu Trencada, o del Coll, el Piló del Pla del Mener, el Puig de la Creu d'en Farrall, el Roc del Picó, el Roc del Puig de Bugarac, el Roc del Serrat de les Celles, són senyals termenals.

## Transports i comunicacions

### Carreteres
Travessen el terme de Prunet i Bellpuig dues carreteres. D'una banda, la D - 618 (N - 116, a Bulaternera - Els Banys d'Arles), que entra en el terme de Prunet i Bellpuig justament en sortir de Bula d'Amunt. Des d'aquell lloc s'enfila fins al Coll d'en Fortó, des d'on un trencall va cap a Prunet, després passa per la Trinitat, per adreçar-se després a Sant Marçal.
A part, hi ha la carretera departamental D - 13 (D - 615, a Coll de Llauró - D-618, a Coll d'en Fortó, terme de Prunet i Bellpuig), que entra en el terme procedent de Calmella per l'extrem est del terme de Prunet i Bellpuig, i arriba al Coll d'en Fortó, on enllaça amb la D.618. Aquesta carretera té continuïtat cap al nord-est, des del Coll d'en Fortó, cap a Queixàs, per una carretera local, que passa per Prunet i pel Coll de Prunet de Baix i cap al sud-oest, amb un tram comú amb la carretera D - 618, fins que arriba al Coll d'en Xatard, des d'on se'n va cap a la Bastida.

### Transport públic col·lectiu
Prunet i Bellpuig està servit, pel que fa a transport públic, únicament pel TAD, el Transport a la demanda. Funciona únicament els diumenges i dies festius, i s'ha de sol·licitar per telèfon el dia abans.

### Els camins del terme
Solquen el terme de Prunet i Bellpuig un nombre elevat de camins. Uns són interiors del terme, com el del Mas Cremat, el del Mas del Bosc, el del Mas de l'Isidre, el del Mas del Soldat, el del Mas Peràngel, el del Pont d'en Xandre des de Prunet, el Camí Vell del Mas d'en Jaumilla, des de Bellpuig, la Ruta de la Trinitat i la del Coll d'en Fortó. Els altres, la majoria, enllacen amb els termes veïns: Camí de Batera, des de Bellpuig, Camí de Bellpuig, des de Prunet, o Camí Vell de Perpinyà des de Sant Marçal, Camí de Bula d'Amunt, des de Bellpuig, Camí de Casafabre, des de Bula d'Amunt, Camí d'Illa, des de Bula d'Amunt, Camí de la Bastida a Sant Marçal, Camí del Mas Cremat, des de Sant Marçal, Camí del Mas Soquet, des de Bula d'Amunt, Camí de Sant Marçal a Oms, Camí de Tuïr, o de Queixàs, des de Bula d'Amunt, Camí de Tuïr, des de Prunet, Camí Vell de la Bastida, Camí Vell de la Bastida a Oms, Camí Vell de Bula d'Amunt, des de Prunet, Camí Vell de Sant Marçal, des de Bellpuig, Camí Vell de Sant Marçal, des de Bula d'Amunt, Camí Vell de Vallmanya, Camí Vell d'Illa a Oms, Ruta de Calmella, Ruta de la Bastida i Ruta de Sant Marçal.

## Activitats econòmiques
Les activitats econòmiques de Prunet i Bellpuig són escadusseres, sobretot a causa de l'aridesa del territori, combinada amb el notable despoblament sofert. Hi ha algunes -poques- hectàrees dedicades a la vinya i a arbres fruiters i hortalisses, però gairebé testimonials. Hi ha algunes pastures, tal vegada les terres més ben aprofitades, mentre que el bosc és en molta mesura desaparegut pels incendis forestals del darrer terç del segle xx.

## Història

### Edat mitjana
El lloc de Prunet apareix documentat el 869, quan Carles el Calb concedí la villula de Prunetus, amb el vilar, il·localitzat, de Domnolino, amb totes les seves pertinences, a més del lloc de Mansaldi (l'actual Sant Marçal) al seu fidel Dodon, vassall d'Otger. Està documentat més vegades, però la més rellevant és del 1271, quan el vescomte Guillem VI de Castellnou ret homenatge per Prunet i Sant Pere de la Serra (la Trinitat de Bellpuig) a l'infant Jaume i el seu fill, Jaspert V, al rei Sanç. El 1321 era suprimit el títol vescomtal, però Prunet i Bellpuig romania lligat a la baronia de Castellnou.

### Edat Moderna
Al llarg dels segles XVI, XVII i XVIII Prunet i Bellpuig romangueren dins d'aquesta baronia, fins a la Revolució Francesa. En aquell moment n'era senyor el marquès de Llupià, alhora baró de Castellnou.

## Demografia

### Demografia antiga
La població està expressada en nombre de focs (f) o d'habitants (h)
| 26 f | 18 f | 11 f | 9 f | 41 f | 40 f | 43 f | 232 h | 43 f | 32 f |

Font: Pélissier 1986
Nota :
- 1720: Per a Prunet i Queixàs, Bellpuig va ser comptat amb Sant Marçal ;

### Demografia contemporània
| Evolució de la població |      |      |      |      |      |      |      |      |
| 1793                    | 1800 | 1806 | 1821 | 1831 | 1836 | 1841 | 1846 | 1851 |
| 273                     | 287  | 274  | 277  | 313  | 364  | 344  | 356  | 360  |

| 1856 | 1861 | 1866 | 1872 | 1876 | 1881 | 1886 | 1891 | 1896 |
| ---- | ---- | ---- | ---- | ---- | ---- | ---- | ---- | ---- |
| 350  | 305  | 307  | 303  | 254  | 274  | 244  | 262  | 248  |

| 1901 | 1906 | 1911 | 1921 | 1926 | 1931 | 1936 | 1946 | 1954 |
| ---- | ---- | ---- | ---- | ---- | ---- | ---- | ---- | ---- |
| 219  | 252  | 205  | 163  | 142  | 127  | 92   | 84   | 67   |

| 1962 | 1968 | 1975 | 1982 | 1990 | 1999 | 2008 | 2013 | - |
| ---- | ---- | ---- | ---- | ---- | ---- | ---- | ---- | - |
| 63   | 55   | 36   | 37   | 52   | 68   | 57   | 53   | - |

Fonts: Ldh/EHESS/Cassini fins al 1999, després INSEE a partir deL 2004

### Evolució de la població

Població 1962-2008

## Administració i política

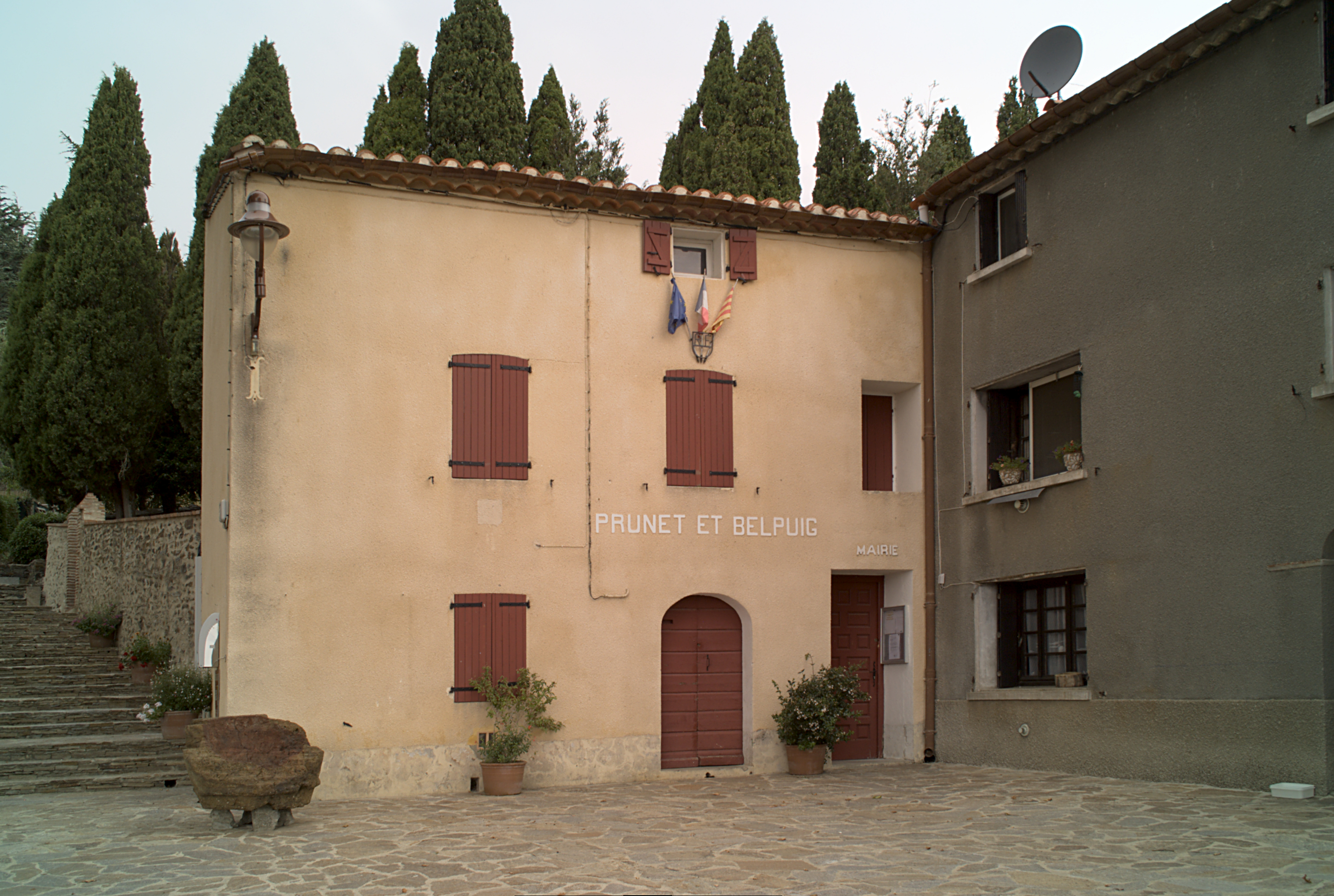
La Casa del Comú de Prunet i Bellpuig, a la Trinitat

### Batlles[9]
| Període                            | Nom             | Opció política | Comentaris |
| ---------------------------------- | --------------- | -------------- | ---------- |
| Març del 1989 - Setembre del 1999  | Francis Braud   | PCF            |            |
| Octubre del 1999 - Juliol del 2011 | Monique Payré   |                |            |
| Setembre del 2011 - Moment actual  | Benoit Bonacaze |                |            |

### Legislatura 2014 - 2020

#### Batlle
- Benoit Bonacaze.

#### Adjunts al batlle[10]
- 1r:
- 2n: .

#### Consellers municipals
- Sandrine Colle
- Françoise Desseaux
- Guy Lebegue
- André Lopez
- Nathalie Maller
- Eric Van Boxel.

### Adscripció cantonal

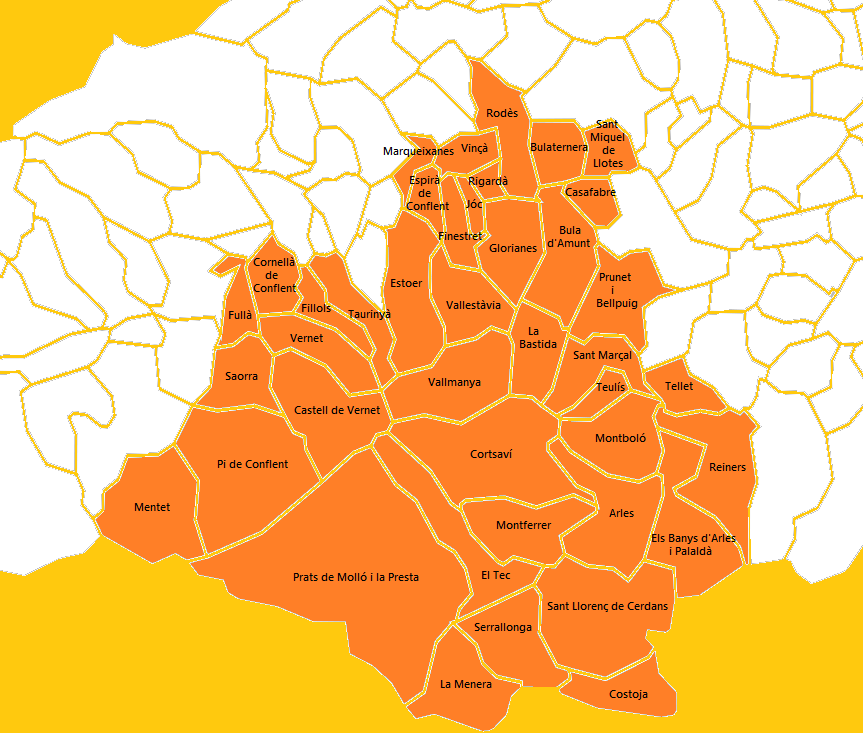
Mapa del Cantó del Canigó

A les eleccions cantonals del 2015 Prunet i Bellpuig ha estat inclòs en el cantó número 2, denominat El Canigó, amb capitalitat al poble dels Banys d'Arles, de la comuna dels Banys i Palaldà. Està format per les viles d'Arles, Prats de Molló i la Presta, Sant Llorenç de Cerdans, del Vallespir, i Vinçà, del Rosselló, i els pobles del Conflent de Castell de Vernet, Cornellà de Conflent, Espirà de Conflent, Estoer, Fillols, Finestret, Fullà, Glorianes, Jóc, Marqueixanes, Mentet, Pi de Conflent, Rigardà, Rodès, Saorra, Taurinyà, Vallestàvia, Vallmanya i Vernet, els del Rosselló de la Bastida, Bula d'Amunt, Bulaternera, Casafabre, Prunet i Bellpuig, Sant Marçal, Sant Miquel de Llotes, Tellet i Teulís, i els del Vallespir dels Banys i Palaldà, Cortsaví, Costoja, la Menera, Montboló, Montferrer, Reiners, Serrallonga i el Tec forma part del cantó número 2, del Canigó (nova agrupació de comunes fruit de la reestructuració cantonal feta amb motiu de les eleccions cantonals i departamentals del 2015). Són conselleres per aquest cantó Ségolène Neuville i Alexandre Reynal, tots dos del Partit Socialista francès.

### Serveis comunals mancomunats
Prunet i Bellpuig forma part de la Comunitat de comunes de Rosselló - Conflent, amb capitalitat a Illa, juntament amb Illa, Bellestar, Bula d'Amunt, Bulaternera, Casafabre, Corbera, Corbera la Cabana, Cornellà de la Ribera, Glorianes, Millars, Montalbà del Castell, Nefiac, Rodès, Sant Feliu d'Amunt i Sant Miquel de Llotes.

## Ensenyament i cultura
Prunet i Bellpuig no disposa de cap mena d'establiment escolar. Els infants del poble han d'anar a escola maternal o primària a Bulaternera, Vinçà, Rodès, Illa o Corbera de les Cabanes. Per a la secundària, els col·legis més propers són a Illa, Tuïr, Arles, Ceret o Prada; pel que fa al batxillerat, el més proper és el Liceu de Ceret.